# Fornelo
Fornelo is een plaats (freguesia) in de Portugese gemeente Vila do Conde en telt 1504 inwoners (2001).